# Consolat de Mèxic a Barcelona
El Consolat de els Estats Units Mexicans a Barcelona (en castellà: Consulado de los Estados Unidos Mexicanos en Barcelona) és la missió diplomàtica de Mèxic a la ciutat de Barcelona. Es troba al número 55 del passeig de la Bonanova (Casa Muley Afid), al districte de les Tres Torres de Barcelona. D'ençà del 22 de juny de 2022, la cònsol és Claudia Pavlovich.
El consolat és supervisat per l'ambaixada mexicana a Madrid. La seva jurisdicció abasta Catalunya, l'Aragó, les Illes Balears, i el País Valencià.

## Història
L'any 1920, Mèxic va obrir el seu primer consolat a Barcelona. El consolat va romandre al seu lloc fins al final de la Guerra Civil espanyola el 1939, quan es van trencar les relacions diplomàtiques entre Mèxic i Espanya. El consolat es va reobrir el maig de 1978, amb el restabliment de les relacions diplomàtiques entre ambdues nacions. El consolat roman a Barcelona des d'aleshores.
L'any 2002, Mèxic va traslladar el seu consolat a la seva ubicació actual a Casa Muley Afid.